# Johann Hugo von Wilderer
Johann Hugo von Wilderer (Baviera, 1670 o 1671 – Mannheim, 7 giugno 1724) è stato un compositore tedesco.
Fu nella sua epoca la più autorevole personalità attiva presso le corti di Düsseldorf, Heidelberg e Mannheim.

## Biografia
In gioventù Wilderer fu allievo di Giovanni Legrenzi a Venezia. Probabilmente già a partire dal 1687 egli  prestava servizio come organista presso la corte palatina di Düsseldorf. Tuttavia solo a partire dal 1º ottobre del 1692 viene sancita la sua posizione come organista presso la chiesa di corte di Sant'Andrea; rivestì questa occupazione sino al 1697. Nei successivi anni le informazioni biografiche sul suo conto ci vengono tramandate da un documento dal titolo Le portrait du vrai mérité dans la persone serenissime de Monseigneur L'Electeur Palatin, stilato dal librettista Giorgio Maria Rapparini come scritto commemorativo per il compleanno del principe elettore Giovanni Guglielmo. Nell'aprile del 1696, in occasione della messa in scena della sua prima opera Giocasta, fu designato vizeKapelmeister (vice-maestro di cappella). Mantenne questo titolo fino al 1702, dato che l'anno successivo, nel 1703, fu innalzato a Kapellmeister (maestro di cappella). Nello stesso periodo, nel 1704 (o forse nel 1705), affiancò la carica di Hofkammerrat (membro della Camera Aulica). Egli si sposò con Maria Lambertina Dahmen l'11 marzo 1698, dal quale matrimonio ebbe nove figli.
L'attività operistica di Wilderer, la quale fu maggiormente concentrata presso la corte di Düsseldorf, si estende tra il 1695 e il 1713. Nel 1716 l'elettore Giovanni Guglielmo morì e subentrò il fratello Carlo Filippo, il quale assunse in aggiunta la corte di Innsbruck, decise in seguito di unire i musici di quest'ultima corte a quella di Düsseldorf e di spostare la corte prima ad Heidelberg e nel 1720 a Mannheim. Wilderer mantenne la direzione di quest'ultimo gruppo di musicisti assieme a Jakob Greber. Questo gruppo combinato in seguito diventerò la base per la famosa orchestra della scuola di Mannheim, la quale godrà pienamente del sostegno del futuro elettore Carlo Teodoro. Wilderer mantenne il duplice incarico di compositore e maestro di cappella fino alla morte; il suo ultimo lavoro fu l'opera sacra Esther, rappresentata come un oratorio a Heidelberg nel 1723 e come opera a Mannheim l'11 marzo 1724.

## Considerazioni sull'artista
L'importanza come compositore che ebbe Wilderer nella sua epoca è in parte da individuare nella fortuita occupazione che deteneva presso il principe elettore di Düsseldorf-Mannheim. Le attività musicali di queste corti influenzarono profondamente sia la storia dell'opera in Germania nel tardo XVII secolo, sia le prime fasi dei vari sviluppi musicali che negli '70 del Settecento porterà alla nascita della scuola di Mannheim. La corte di Düsseldorf contava numerosi musicisti talentuosi e attraeva celebri compositori come Agostino Steffani.
Le composizioni più importanti di Wilderer rientrano nell'ambito operistico: egli, attraverso il suo insegnante Giovanni Legrenzi, fu assai influenzato della scuola veneziana. I suoi lavori inoltre presentano numerose affinità con quelli di Alessandro Scarlatti e ciò lo porta ad essere stilisticamente vicino alla tarda scuola veneziana e, contemporaneamente, ad appartenere al periodo transizione verso la scuola musicale napoletana. Come fece Steffani e così come era usanza nella Germania dell'epoca, Wilderer era tipico nell'inserire elementi francesi occasioni in tutti i suoi lavori teatrali, come il balletto.

## Composizioni

### Opere
- Giocasta (opera, libretto di Stefano Benedetto Pallavicino, 1696, Düsseldorf)
- Il giorno della salute, ovvero Demetrio in Athene (opera, libretto di Demanstein, 1697, Düsseldorf)
- Quinto Fabio Massimo (opera, libretto di Giorgio Maria Rapparini, 1697, Düsseldorf)
- La monarchia risoluta (opera, 1697, Düsseldorf)
- L'Armeno (opera, libretto di Giorgio Maria Rapparini, 1698, Düsseldorf)
- La forza del giusto (opera, libretto di Giorgio Maria Rapparini, 1700, Düsseldorf)
- La monarchia stabilita (opera, 1703, Düsseldorf)
- Faustolo (pastorale, libretto di Stefano Benedetto Pallavicino, 1706, Düsseldorf)
- Amalasunta (opera, libretto di Stefano Benedetto Pallavicino, 1713, Düsseldorf)
- Coronide (pastorale, 1722, Heidelberg)
- Esther (poema sacro drammatico, 1723 Heidelberg)

### Altri lavori vocali
- D'incontre avventurato (oratorio)
- Eurilla (cantata per soprano e basso continuo)
- Il trionfo di placido (oratorio, 1722, Mannheim)
- In occasione del felice passaggio (cantata per 4 voci, 1722)
- Pupillette sdegnosette (cantata per 1 voce, 2 violini e viola)
- Vaghe labbra di Filli (cantata per 1 voce, oboe e strumenti)
- Modulazioni sacre (10 mottetti per 2-4 voci e violini)
- Kyrie e Gloria in sol minore per 4 voci, archi e basso continuo
- Custodi me Domine (mottetto)
- Laudate pueri Dominum per soprano, contralto, oboe, fagotto, violini, viola e basso continuo